# Carlos Gomes Júnior
Carlos Domingos Gomes Junior (Bolama, 19 de diciembre de 1949) es un político de Guinea-Bisáu, primer ministro de su país entre el 10 de mayo de 2004 y el 2 de noviembre de 2005 y desde el 2 de enero de 2009 hasta el 10 de febrero de 2012. Ha sido presidente del Partido Africano para la Independencia de Guinea y Cabo Verde (PAIGC) desde 2002 y es ampliamente conocido como Cadogo.

## Biografía
Gomes nació en Bolama. Es un banquero y hombre de negocios, reputado como el hombre más rico de Guinea-Bisáu. Fue delegado al Quinto Congreso del PAIGC en diciembre de 1991, y en las primeras elecciones multipartidarias, celebradas en 1994, fue elegido a la Asamblea Nacional del Pueblo de Guinea-Bisáu por el 26.º distrito electoral. 
En 1996, fue elegido primer vicepresidente de la Asamblea Nacional del Pueblo, y segundo secretario del Comité Interparlamentario de la Comunidad Económica de Estados de África Occidental. En la Asamblea Nacional del Pueblo, actuó también como presidente del Comité de Asuntos Económicos y presidente del Consejo Administrativo. En el Sexto Congreso del PAIGC en mayo de 1998, Gomes fue elegido para el Buró Político del Partido, y en el Tercer Congreso Extraordinario en septiembre de 1999 fue reelecto en el Buró Político y se transformó también en secretario de Relaciones Exteriores y Cooperación Internacional del partido.
Gomes fue elegido presidente del PAIGC en el Cuarto Congreso Extraordinario en enero-febrero de 2002. El PAIGC ganó la mayoría de los escaños en las elecciones legislativas de marzo de 2004, y Gomes fue nombrado primer ministro en mayo.
Antes de la victoria del expresidente João Bernardo Vieira en las elecciones presidenciales de mediados de 2005, Gomes dijo que renunciaría si Vieira era electo, refiriéndose a él como un "bandido y mercenario que traicionó a su propio pueblo". Tras la elección de Vieira, Gomes inicialmente rechazó reconocer el resultado, pero también tomó distancia de su anterior amenaza de renunciar. Vieira tomó posesión el 1 de octubre de 2005, y casi dos semanas después él y Gomes tuvieron una reunión, en la que Gomes anticipó que ambos serían capaces de trabajar juntos. Sin embargo, el 28 de octubre Vieira anunció la disolución del gobierno de Gomes, y un viejo aliado de Vieira, Aristides Gomes, fue nombrado primer ministro el 2 de noviembre de ese año.
Tras el asesinato del excomandante de la marina Mohamed Lamine Sanha, a comienzos de enero de 2007, Gomes acusó a Vieira de estar envuelto en el crimen en una entrevista con Lusa el 8 de enero. Se líbró orden judicial para el arresto de Gomes el 10 de enero, y cuando la policía intentó arrestarlo ese mismo día, huyó y se refugió en la oficina de la ONU en Bisáu. Un portavoz de Gomes dijo que sería inconstitucional arrestarlo ya que gozaba de inmunidad como miembro de la Asamblea Nacional del Pueblo. Un portavoz presidencial acusó a Gomes de intentar desestabilizar el país. Gomes dejó las oficinas de la ONU el 29 de enero, luego de que la orden de arresto quedara sin efecto.
De acuerdo a Gomes, hubo un error en la cita de sus palabras en la entrevista que llevó a la orden de arresto. Un juez de investigación dijo que Gomes no había proporcionado ninguna prueba de sus alegaciones sobre el envolvimiento de Vieira, y el 20 de diciembre de 2007 se anunció que se habían presentado contra Gomes cargos de falso testimonio y de difamación contra el jefe de Estado.
Gomes buscó su reelección como presidente del PAIGC en el Séptimo Congreso Ordinario del partido en junio-julio de 2008. Malam Bacai Sanhá, el candidato presidencial del partido en 2000 y 2005, desafió a Gomes por el liderazgo partidario, pero Gomes fue reelecto al final del Congreso el 1 y 2 de julio, recibiendo 578 votos contra 355 de Sanhá.
En las elecciones legislativas de noviembre de 2008, el PAIGC ganó la mayoría legislativa, con 67 de los 100 escaños de la Asamblea Nacional del Pueblo. El propio Gomes fue elegido en un escaño como candidato del PAIGC en la 24.ª circunscripción, ubicada en Bisáu. A continuación de la elección, Vieira nombró a Gomes como primer ministro el 25 de diciembre de 2008. Gomes dijo en esa ocasión que su gestión se focalizaría en "el buen gobierno y la reforma del sistema judicial" y que él y Vieira iban a "dejar a un lado cualquier diferencia personal" en orden a trabajar por resolver los problemas del país. Tomó posesión de su cargo el 2 de enero de 2009.